# Лукьянов, Алексей Тимофеевич
Алексе́й Тимофе́евич Лукья́нов (12 апреля 1922, с. Отрадо-Ольгинское, РСФСР — 27 марта 2010) — советский и казахстанский ученый, доктор физико-математических наук (1969), профессор (1972), академик АН Казахстана (1991). Заслуженный деятель науки КазССР (1974).

## Биография
Окончил химический (1950), затем физико-математический факультеты КазГУ (ныне КазНУ им. аль-Фараби). В 1957—1986 годах занимался научно-педагогической деятельностью. 
Умер 27 марта 2010 года.

## Научная деятельность
Основные научные труды посвящены применению методов математического моделирования для решения задач физики, химии, биологии, техники и разработки средств вычислительной техники для уравнений в частных производных. Автор более 500 научных трудов. 

## Признание и награды
Награждён орденами Великой Отечественной войны 2-й степени, Трудового Красного знамени, «Парасат» и медалями. 

## Некоторые работы
- Резонансное равновесие в за дачах теории горения, А., 1989 (соавт.);
- Математическое моделирование процессов тепло- и массопереноса с подвижными границами, А., 1992 (соавт.);
- Математическое моделирование каталитического окисления газовых смесей, Л., 2001 (соавт.).